# Alfa Romeo Alfa 6
Alfa Romeo Alfa 6 – samochód osobowy klasy średniej wyższej produkowany przez włoską markę Alfa Romeo w latach 1979 – 1986.

## Historia i opis pojazdu

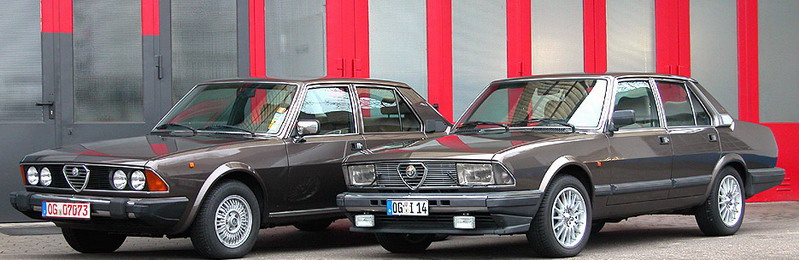
Alfa Romeo Alfa 6 po liftingu

W roku 1968 Alfa Romeo zaprzestało produkcji modelu 2600, jednocześnie rozpoczęto pracę nad następcą. Zgodnie z założeniami, nowy model miał być konstrukcją, która mogłaby stanowić skuteczną alternatywę dla Mercedesa W114 oraz BMW serii 5. Rozwój projektu przerwano w 1973 roku, w związku z kryzysem paliwowym. Prace wznowiono po trzech latach, ze względu na wprowadzenie dłuższej Alfetty, również Alfa 6 wymagała przeprojektowania, ostatecznie zdecydowano się na nadwozie opracowane przez studio Bertone. Jeden ze starszych projektów nadwozia posłużył przy budowie Alfy Romeo 2300, produkowanej w Brazylii przez FNM. Opracowanie wnętrza napotkało więcej trudności, pomimo licznych zmian nie uchodziło nigdy za nowoczesne.
Odradzający się popyt w segmencie pojazdów luksusowych, zachęcił Alfę Romeo do oficjalnej premiery pojazdu, która odbyła się w kwietniu 1979 roku. W tym samym czasie rozpoczęto też produkcję seryjną.

### Konstrukcja
Zawieszenie zapożyczono z Alfetty, z przodu zastosowano dwie pary wahaczy poprzecznych, z tyłu zaś pracował układ de Dion. W odróżnieniu od Alfetty zastosowano aluminiową belkę tylnej osi, oraz hydrauliczne wspomaganie kierownicy. Na potrzeby Alfy 6 opracowano nową jednostkę napędową, która miała zastąpić wysłużone silniki R6 o żeliwnym bloku. Konstrukcja w układzie V6 została opracowana przez Giuseppe Busso. Silnik o pojemności 2,5 l osiągał 156 KM. Zasilanie zapewniało sześć gaźników dolnossących – każdy cylinder otrzymał osobny gaźnik. Zastosowano pojedyncze wałki rozrządu w obu głowicach, napędzane za pomocą paska. Alfa 6 wykorzystywała skrzynie biegów opracowane w niemieckiej wytwórni ZF. Przekładnia ręczna miała pięć przełożeń, za dopłatą oferowano automatyczną o trzech przełożeniach. Ręczna skrzynia, w porównaniu z własnymi konstrukcjami Alfy Romeo, pracowała bardzo precyzyjnie i płynnie, lecz nie została doceniona przez fanów marki. Skrzynia biegów została umiejscowiona za silnikiem, tym samym Alfa 6 była jedynym pojazdem marki, wyposażonym w silnik V6, który nie wykorzystywał układu transaxle. Przekładnia główna została zabudowana z mechanizmem różnicowym o poślizgu ograniczonym do 25%. Alfę 6 wyposażono w hamulce tarczowe na wszystkich czterech kołach, przy czym tarcze kół przednich były wentylowane. Paliwo dostarczała elektryczna pompa, która – w razie konieczności – przerywała pracę po osiągnięciu krytycznego ciśnienia oleju. Wszystkie pojazdy posiadały hydrauliczne poziomowanie wiązki światła z reflektorów.

### Wyposażenie
Nabywca Alfy 6 otrzymywał centralny zamek, szyby boczne otwierane elektrycznie, elektrycznie regulowane lusterka oraz fotele, cztery regulowane zagłówki, zasłonę przeciwsłoneczną na szybie tylnej. Do wyposażenia standardowego należały także światła przeciwmgielne z przodu i z tyłu; deska rozdzielcza posiadała elektroniczny prędkościomierz, obrotomierz, wskaźniki ciśnienia oleju i temperatury płynu chłodzącego, zegarek, kontrolki ostrzegające o niskim poziomie płynu hamulcowego i zużyciu klocków hamulcowych. Wszystkie egzemplarze po modernizacji otrzymały spryskiwacze i wycieraczki reflektorów przednich. Za dopłatą oferowano klimatyzację, skórzaną tapicerkę, felgi aluminiowe oraz lakiery metalizowane.

### Seria 2
W lipcu 1983 r. przeprowadzono modernizację nadwozia. Okrągłe reflektory zastąpiono prostokątnymi, zastosowano również kierunkowskazy z przezroczystym kloszem. Przestylizowano zderzak przedni – zachodził on stopniowo na przednie błotniki, zrezygnowano z niemodnych już kłów, zastosowano też spoiler dociskowy. Również tylny zderzak został poszerzony, sięgając nadkoli tylnych. Wprowadzono listwy chroniące drzwi, które znajdowały się na wysokości zderzaków. Kaseta wypusty powietrza na słupku C otrzymała nakładkę, co poprawiało linię boczną. Lampy tylne wraz z tablicą rejestracyjną osadzono na panelu z tworzywa sztucznego. Zrezygnowano z chromów – usunięto listwy pod progami oraz lusterko kierowcy. Ze względu na duże zużycie paliwa, silnik 2.5 V6 został przystosowany do zasilania wielopunktowym wtryskiem paliwa. Jednostka zachowała swoją moc, była przy tym oszczędniejsza. Sześciogaźnikowy system zasilania nadal wykorzystywała nowa jednostka V6 o pojemności dwóch litrów. Mniejszy silnik był adresowany głównie z myślą o rynku włoskim, ze względu na znacznie mniejszą akcyzę w tej klasie pojemności. Paletę zasilił także silnik wysokoprężny, o pojemności 2.5 l, dostarczany przez VM Motori. Pięciocylindrowa jednostka wykorzystywała wałek rozrządu w bloku silnika, napędzany kołami zębatymi, odznaczała się oddzielnymi głowicami dla każdego z cylindrów. Silnik został wyposażony w turbodoładowanie i rozwijał moc 105 KM. Choć była to jednostka hałaśliwa, cieszyła się dobrą opinią z racji dynamiki i niezawodności.

#### Sprzedaż
Pojawiając się rynku włoskim, Alfa 6 była pojazdem bezkonkurencyjnym – Fiat 130 nie był już produkowany, zaś Lancia Gamma miała napęd na oś przednią, była przy tym zauważalnie mniejsza. Jej głównymi rywalami były jednak niemieckie limuzyny, takie jak BMW E12, Ford Granada, Mercedes W123 oraz Opel Senator. W 1984 roku cena nowej Alfy Romeo 6 przewyższała Mercedesa 280E oraz Opla Senatora 3.0E, przy czym oba konkurencyjne pojazdy miały mocniejsze silniki i lepsze wyposażenie. Stonowana stylistyka Alfy Romeo 6 nie wzbudzała dużego zainteresowania. Faktem jest, że samochód nie był adresowany pod żadną klientelę. Do włoskiej limuzyny przyległa więc opinia ,,samochodu dla nikogo". Do braku sukcesu przyczynił się również brak tradycji Alfy Romeo w segmencie dużych sedanów.
Alfa 6 uchodziła za samochód paliwożerny i toporny, była też podatna na korozję. Zaletą natomiast była jej niezawodność, wśród usterek należy wspomnieć o trudności w odpowiedniej regulacji sześciu gaźników. Najlepsze wyniki sprzedaży Alfy 6 osiągnięto na rynku szwajcarskim, rząd włoski zamówił wiele tych limuzyn na potrzeby przewozu oficjeli i urzędników. Prosta budowa nadwozia przemawiała na korzyść montażu opancerzana, zaś rozmiary i właściwości jezdne zapewniały bezpieczeństwo na drodze.
Od 7 do 11 egzemplarzy Alfy Romeo 6 przeszło testy homologacyjne w celu przygotowania do sprzedaży na terenie USA, pojedyncze egzemplarze trafiły na tamtejszy rynek.
Face lifting i modernizacja palety silnikowej w 1983 r. pokutowały utrzymaniem podobnego wyniku sprzedaży. Alfa 6 z silnikiem 2.0 V6 trafiła do klientów w liczbie niecałych 1800 egzemplarzy, mimo znacznie niższej ceny od topowego 2.5 Quadrifoglio, który znalazł nieco mniejszą liczbę nabywców. Najliczniej sprzedawany był wysokoprężny wariant TD 5, który znalazł prawie 3 tysiące nabywców.
Do zakończenia produkcji w 1987 roku sprzedano 12 070 egzemplarzy.

## Dane techniczne[5]
| Model               | Silnik / rozrząd | Pojemność skokowa (cm3) | Zasilanie                                 | Moc (KM / obr./min) | Moment obr. (N•m przy obr./min) | Stopień sprężania | Przyśpieszenie 0 -100 km/h (s) | Prędkość maks. (km/h) | Lata produkcji    |
| ------------------- | ---------------- | ----------------------- | ----------------------------------------- | ------------------- | ------------------------------- | ----------------- | ------------------------------ | --------------------- | ----------------- |
| Alfa 6 2.0          | V6 OHC 12V       | 1997                    | 6 gaźników Dell’Orto FRPA 40              | 135 / 5600          | 175 / 4500                      | 9 : 1             | 11,2                           | 185                   | 04.1983 – 1987    |
| Alfa 6 2.5          | V6 OHC 12V       | 2492                    | 6 gaźników Dell’Orto FRPA 40              | 158 / 5600          | 219 / 4000                      | 9 : 1             | 10,5                           | 195                   | 04.1979 – 03.1983 |
| Alfa 6 Quadrifoglio | V6 OHC 12V       | 2492                    | Wtrysk Bosch L-Jetronic                   | 158 / 5600          | 207 / 4800                      | 9 : 1             | 10,4                           | 197                   | 04.1983 – 1987    |
| Alfa 6 TD 5         | R5 OHV 10V       | 2494                    | Pompa wtryskowa Bosch; turbosprężarka KKK | 105 / 4300          | 202 / 2400                      | 22 : 1            | 14                             | 170                   | 04.1983 – 1987    |